# Winfried Orthmann
Winfried Orthmann (* 16. August 1935 in Berlin; † 1. Februar 2024 in Völklingen) war ein deutscher Vorderasiatischer Archäologe.

## Leben, Wirken und Projekte
Winfried Orthmann studierte nach dem Abitur in Bad Sachsa von 1954 bis 1961 Vorderasiatische Altertumskunde, Klassische Archäologie und Altorientalistik an den Universitäten München, Berlin und Ankara. 1961 wurde er an der FU Berlin bei Anton Moortgat mit der Arbeit Keramik der Frühen Bronzezeit aus Inneranatolien promoviert.
Nach dem Studium erhielt Orthmann zunächst 1962/63 das Reisestipendium des Deutschen Archäologischen Instituts und war dann Referent am Deutschen Archäologischen Institut in Istanbul. Von 1966 bis 1969 erhielt er ein Habilitationsstipendium der Deutschen Forschungsgemeinschaft. 1969 erfolgte seine Habilitation an der Universität des Saarlandes mit der Arbeit Untersuchungen zur späthethitischen Kunst, und 1971 erfolgte dort die Ernennung zum Wissenschaftlichen Rat und Professor. Von 1971 bis 1994 war Orthmann Professor für Vorderasiatische Archäologie an der Universität des Saarlandes. Von 1994 bis 2000 war er Professor an der Universität Halle, zeitweise als Dekan des Fachbereichs Kunst- und Altertumswissenschaften. Ende des Sommersemesters 2000 wurde er emeritiert. Sein Nachfolger wurde Felix Blocher.
Orthmanns Forschungsschwerpunkte waren die Archäologie der Hethiter, die Archäologie Syriens vom 3. bis zum 1. Jahrtausend v. Chr. und die Archäologie des Südkaukasus in der Frühen und Mittleren Bronzezeit. Reisen in die Länder des Vorderen Orients und Ausgrabungskampagnen in Ilıca (Türkei) und ab 1973/74 in Mumbaqat (Syrien) förderten seine wissenschaftlichen Arbeiten über Spezialgebiete der Archäologie, zu denen vor allem Fragen zur Kultur der Hethiter gehören. In Halawa im Tal des Euphrat in Syrien wurden von 1975 bis 1986 von einer Expedition der Universität des Saarlandes unter seiner Leitung archäologische Ausgrabungen durchgeführt.
Nach dem Tod von Anton Moortgat 1977 führte Orthmann die Ausgrabungen der antiken Siedlung Tell Chuera (Nordost-Syrien) von 1982 bis 1983 zusammen mit Ursula Moortgat-Correns aus Berlin weiter. Ab 1986 leitete Orthmann die Grabungen in alleiniger Verantwortung; seit 1994 war das Projekt an der Universität Halle beheimatet. In der Kampagne 1996 wurden von ihm  in Schichten des 3. Jahrtausends vor Christus Teile eines großen Tempelbezirks im Südosten der Stadt und Teile eines Palastes im Westen der Stadt ausgegraben. Außerdem wurde ein größerer Baukomplex aus der mittelassyrischen Zeit (13. Jahrhundert v. Chr.) weiter freigelegt. 1998 hat er die Grabungsleitung an Jan-Waalke Meyer übergeben, das Projekt war fortan in Frankfurt angesiedelt. Orthmann oblag bis 1997 die Leitung der archäologischen Ausgrabungen im Alasani-Tal in Ostgeorgien der Deutschen Forschungsgemeinschaft mit dem Ziel der vollständigen Freilegung eines großen Hügelgrabes, eines sogenannten Kurgans, der im letzten Drittel des 3. Jahrtausends v. Chr. in der Nähe des Flusses Alasani angelegt wurde.
Orthmann war ab 1979 ordentliches Mitglied des Deutschen Archäologischen Instituts, nachdem er schon ab 1966 korrespondierendes Mitglied gewesen war.
Er war verheiratet und hatte vier Kinder.

## Schriften
- Die Keramik der Frühen Bronzezeit aus Inneranatolien. Berlin 1963.
- Untersuchungen zur späthethitischen Kunst. Bonn 1971.
- Der Alte Orient. Berlin 1975 (Propyläen Kunstgeschichte 14).
- mit Anderen: Halawa 1977–1979. Bonn 1981.
- mit I. Kampschulte: Gräber des 3. Jahrtausends im syrischen Euphrattal I. Ausgrabungen bei Tawi 1975 und 1978. Bonn 1984.
- mit Harald Klein, Friedrich Lüth: Tell Chuera in Nordost-Syrien. Vorläufiger Bericht über die neunte und zehnte Grabungskampagne 1982 und 1983. Berlin 1986.
- Halawa 1980–1986. Bonn 1989.
- L’architecture religieuse de Tell Chuera. In: Akkadica. 69 (1990) S. 1–18.
- Tell Chuera. Ausgrabungen der Max Freiherr von Oppenheim-Stiftung in Nordost-Syrien, Damaskus und Tartous. 1990.
- mit E. Rova: Gräber des 3. Jahrtausends im syrischen Euphrattal II. Das Gräberfeld von Wreide. Saarbrücken 1991.
- mit Anderen: Ausgrabungen in Tell Chuera in Nordost-Syrien I. Bericht über die Grabungskampagnen 1986 bis 1992. (= Vorderasiatische Forschungen der Max-Freiherr v. Oppenheim-Stiftung. Band 2). Saarbrücker Druckerei und Verlag, Saarbrücken 1995.
- Die aramäisch-assyrische Stadt Guzana. Ein Rückblick auf die Ausgrabungen Max von Oppenheims in Tell Halaf. Saarbrücker Druckerei und Verlag, Saarbrücken 2002, ISBN 3-930843-79-X.
- mit Abd el-Mesih Baghdo, Lutz Martin, Mirko Novák: Ausgrabungen auf dem Tell Halaf in Nordost-Syrien. Vorbericht über die erste und zweite Grabungskampagne. Harrassowitz, Wiesbaden 2009, ISBN 978-3-447-06068-4.